# دليل ميشيل للطوابع
فهرس ميشيل أو دليل ميشيل للطوابع، هو أكبر وأشهر دليل جامع للطوابع في العالم الناطق بالألمانية. نُشر لأول مرة في عام 1910، وقد أصبح عملاً مرجعياً مهماً في مجال جمع الطوابع، حيث يحتوي على معلومات غير متوفرة في دليل سكوت للطوابع باللغة الإنجليزية.

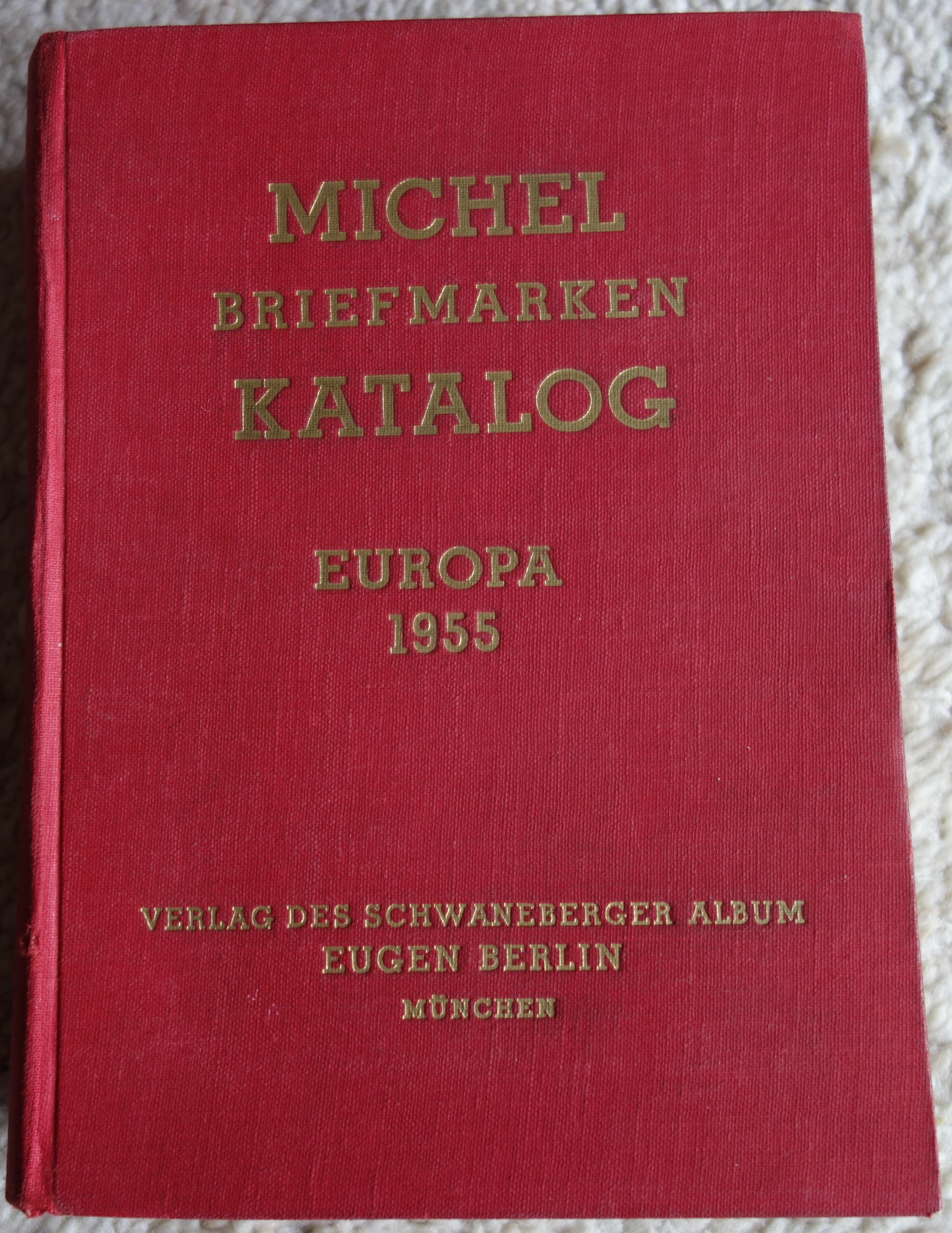
فهرس ميشيل للطوابع الصادر عام 1955

## البداية
بدأ الدليل أو الفهرس كقائمة أسعار للتاجر هوغو ميشيل من أبولدا. وبحلول عام 1920، قسمهُ إلى مجلدين، احدهما "لأوروبا" والآخر لبلاد "ما وراء البحار"، ثم نما في النهاية إلى حجمه الحالي الذي يبلغ حوالي اثني عشر مجلداً يغطي معظم طوابع العالم، مع وجود مجلدات متخصصة إضافية ليصل المجموع إلى حوالي أربعين دليلاً.

## النطاق
يغطي دليل ميشيل نطاق واسع لجميع الطوابع الألمانية المتخصصة بما في ذلك طوابع ألمانيا المعقدة من حقبة الحرب العالمية الثانية لألمانيا والأراضي المحتلة والطوابع المؤقتة.
على عكس دليل سكوت، لا يصدر ميشيل مجموعة كاملة من الفهارس كل عام، وبدلاً من ذلك تقوم بتحديث العديد من المجلدات فقط. كما أن دليل ميشيل أكثر تفصيلاً من حيث الكميات الصادرة وتنسيقات الأوراق وما إلى ذلك. كما أن تغطيتها للبلدان والفترات التي أغفلها دليل سكوت لأسباب تحريرية أو سياسية لها أهميتها أيضًا لبعض هواة جمع الطوابع والعملات. فعلى سبيل المثال، ينعكس الحظر الذي فرضته الولايات المتحدة الأمريكية على كوبا والعراق وكوريا الشمالية في فشل دليل سكوت في إظهار القيم السوقية لإصدارات طوابع تلك الدول، (في أواخر عام 2002، لم يقدم دليل سكوت أي معلومات على الإطلاق عن طوابع كوريا الشمالية)، ويعتبر دليل ميشيل للطوابع هو أحد المصادر القليلة التي توفر هذه المعلومات.

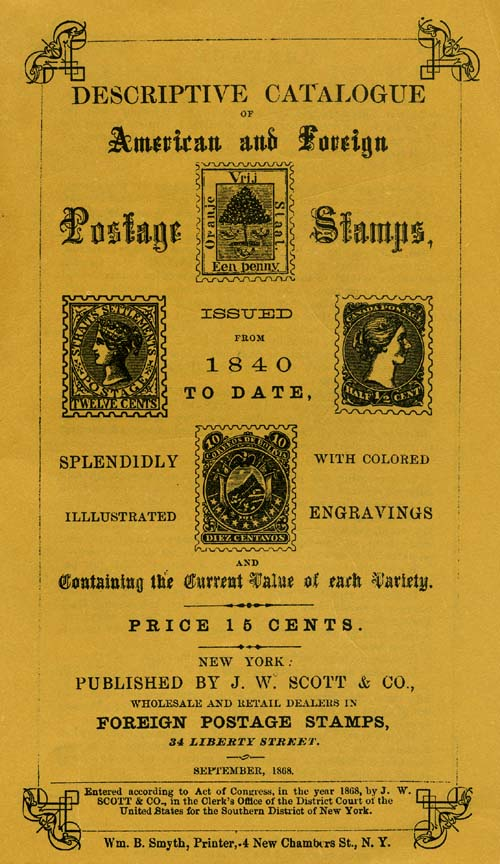
غلاف دليل سكوت لعام 1868 الذي يشمل أول 28 سنة من الطوابع؛ "أمريكا والأجنبية"

يوثق دليل ميشيل أيضًا الطوابع الصادرة على ما يبدو بقصد استخدامها في دفع رسوم البريد والطوابع الصادرة عن المناطق ذات الوضع السياسي المشكوك فيه. يستثني دليل سكوت العديد من الإصدارات التي كان من غير المرجح أن تُستعمل بالفعل لدفع رسوم البريد.

## دليل المنشورات
توجد هنالك 15 دليلاً وفهرسًا رئيسيًا، تصدر جميعها باللغة الألمانية، ويُطبع منها حوالي 400,000 فهرس سنويًا. ويمكن الوصول إلى معلوماتهم أيضاً على صفحات دليل ميشيل على شبكة الإنترنت.

### ألمانيا
يغطي دليل ألمانيا القياسي (Michel-Deutschland-Katalog) جميع إصدارات الطوابع الألمانية. يتوفر دليل متخصص أكثر تفصيلاً. بالنسبة لهواة جمع الطوابع الصغار، ويتوفر "فهارس الصغار" المبسط. وتنشر جميع هذه الفهارس على أساس سنوي.

### أوروبا
تظهر هذه الفهارس التي يطلق عليها "Europa-Katalog (EK)" سنويًا وتنقسم على النحو التالي:
- EK1 غرب ووسط أوروبا
- EK2 جنوب أوروبا
- EK3 شمال وشمال غرب أوروبا
- EK4 أوروبا الشرقية

### ما وراء البحار

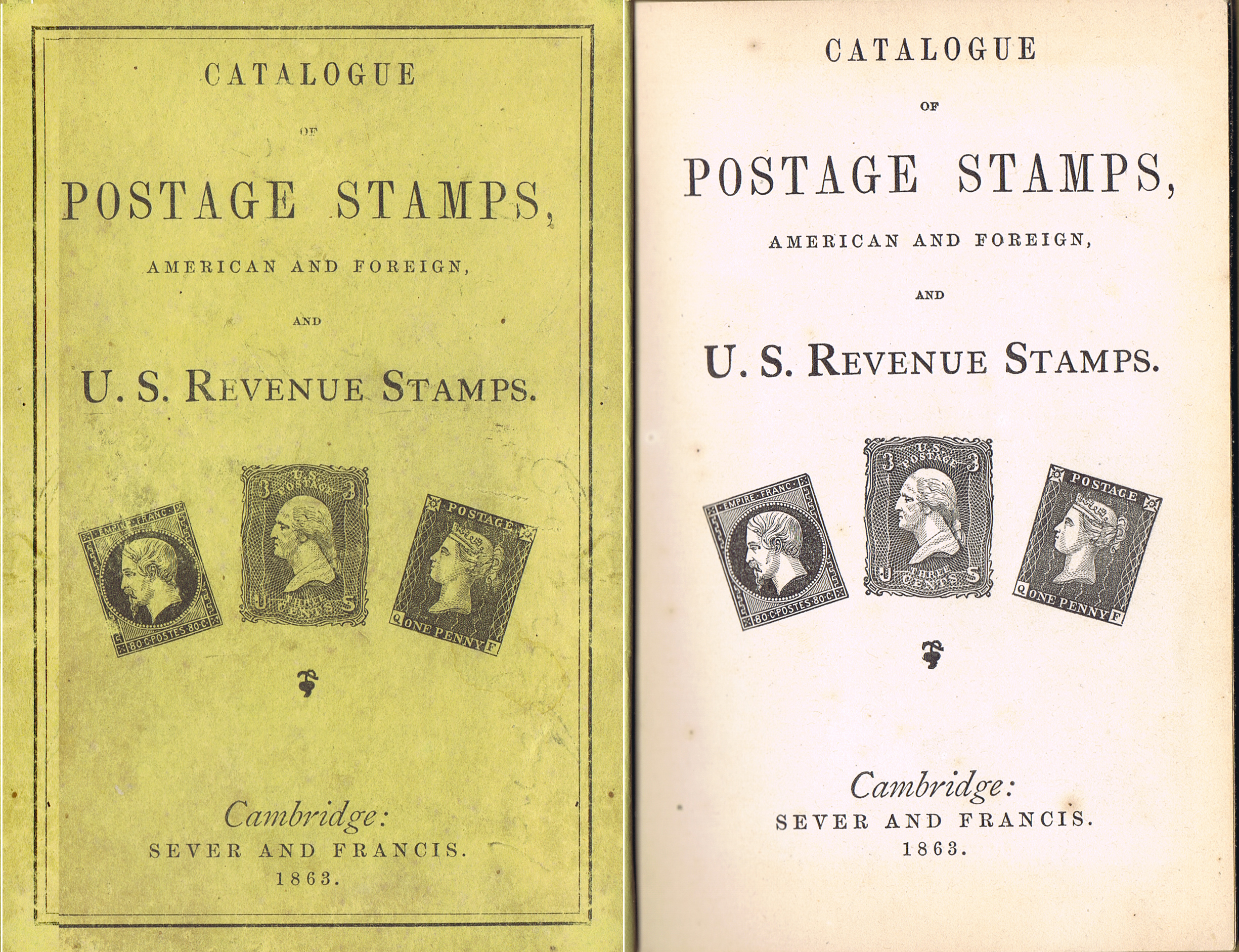
أول دليل أو فهرس طوابع بريد أمريكي أصلي 1863

تظهر هذه الفهارس التي يطلق عليها "Übersee-Katalog (ÜK)" كل ثلاث سنوات تقريبًا. واعتباراً من عام 2014 هناك 10 إصدارات، بعضها في مجلدين. وعلى عكس الفهارس الأوروبية، لا يُشار إلى عدد الطوابع المطبوعة. وليست كل الإصدارات ممثلة بالصور.
- ÜK1 أمريكا الشمالية والوسطى
- ÜK2 جزر الكاريبي
- ÜK3 أمريكا الجنوبية
- ÜK4 شمال وشرق أفريقيا
- ÜK5 غرب أفريقيا
- ÜK6 جنوب أفريقيا
- ÜK7 أستراليا وأوقيانوسيا وأقاليم القطب الجنوبي
- ÜK8 جنوب وجنوب شرق آسيا
- ÜK9 وسط وشرق آسيا
- ÜK10 الشرق الأوسط

### فهارس الطوابع الأخرى
إلى جانب ألمانيا، هناك عدد من البلدان الأخرى التي تغطيها فهارس متخصصة تشير إلى مزيد من التفاصيل مثل الاختلافات وإلغاء اليوم الأول. تتوافر فهارس متخصصة للنمسا وسويسرا وليختنشتاين وبريطانيا العظمى والولايات المتحدة وكرواتيا والأمم المتحدة. بالإضافة إلى ذلك، تنشر عناوين أخرى لهواة جمع الطوابع.

## قسم اللغة الانجليزية
أصدرت دار نشر ميشيل مؤخرًا (Schwaneberger Verlag) بعض العناوين باللغة الإنجليزية، وهي:
- دول الخليج العربي (2006، يركز على شبه الجزيرة العربية من أبو ظبي إلى اليمن بما في ذلك "قضايا المشيخة").
- ألمانيا المتخصصة، المجلد 1 (2007، الإمبراطورية والمستعمرات حتى عام 1945)، المجلد 2 (2009، الحرب العالمية الثانية وما بعدها، بما في ذلك "مناطق الحلفاء"؛ لم يتم تغطية الولايات الألمانية القديمة وما بعد عام 1949، ربما في المجلد 3. وتصدر الإصدارات المتخصصة في ألمانيا بالتعاون مع الجمعية الألمانية لهواة جمع الطوابع التابعة لوكالة الأنباء الفرنسية.